# شبكة دلالية

مثال عن شبكة دلالية

الشبكة الدلالية هي شبكة تمثل علاقات دلالية بين المفاهيم، وغالباً ما تستخدم كطريقة لتمثيل المعرفة. تعتبر الشبكة مخطط موجهاً أو غير موجه مؤلفاً من عقد، التي تمثل المفاهيم بالإضافة إلى الخطوط.